# Dan Gheorghe Lazăr Ivan
 Dan Gheorghe Lazăr Ivan (n. 21 martie 1944, Semlac, România), a fost un deputat român în legislatura 1990-1992, ales în județul Arad pe listele partidului FSN, care a demisionat la data de 13 aprilie 1992. Deputatul Dan Gheorghe Lazăr Ivan a fost înlocuit de către deputatul Dumitru Giurescu. În adeverința CNSAS de la data de 16.1.2009, se menționează că Dan Gheorghe Lazăr Ivan a fost recunoscut ca luptător pentru victoria Revoluției din 1989.
În cadrul activității sale parlamentare, Dan Gheorghe Lazăr Ivan a fost membru în grupurile parlamentare de prietenie cu Regatul Spaniei, Republica Turcia, Republica Chile și Republica Portugheză. 